# 酒々井 (酒々井町)
酒々井（しすい）は、千葉県印旛郡酒々井町の大字。郵便番号285-0927。

## 地理
北は印旛沼新田、北東は中川、東は中央台、南東は下台、南は本佐倉、南西は上本佐倉、西は佐倉市大佐倉、本佐倉、北西は佐倉市大佐倉干拓に隣接している。
飛び地があり、上岩橋、東酒々井、下台、中央台、ふじき野、墨に隣接している。

## 歴史
江戸期は酒々井村であり、下総国印旛郡のうち。佐倉藩領。村高は、「元禄郷帳」「天保郷帳」「旧高旧領」ともに770石余。成田街道の宿場として町場が形成され、新宿・上宿・中宿・下宿・横町の5町からなり中心は中宿であった。天正19年徳川家康によって取り立てられた町であり、この時酒々井宿繁栄のため新堀港を開いたという（印旛郡誌）。新堀港は印旛沼から利根川を通じ、江戸・銚子方面との物資の輸送の要所であった。佐倉牧は千葉・印旛・山武・香取の4郡にまたがり、野付村は210か村に及び、管理の中心は酒々井であった。中宿の牧士組頭島田家の屋敷の一部に佐倉牧の御払場と野馬会所が置かれた。享保8年酒々井村町明細帳によれば、村方田畑辻687石余、町方82石余、村方反別田56町2反余・畑22町5反余・屋敷2町3反余、町方反別畑5町2反余・屋敷9町4反余、村方家数16、町方家数130、御林は所城・桜山・いつくしまの3か所で山銭として京1貫668文を納入、なお、村高770石余のうち220石余は人馬役・宿村のため御免となっている（鶴岡家文書/酒々井町史史料集1）。神社は八坂神社（牛頭天王）・麻賀多神社・朝日神社など、寺院は真言宗勝蔵院・東光寺。江戸末期、下宿に青樹堂石井平兵衛の寺子屋があった。明治6年千葉県に所属。同10年勝蔵院境内に酒々井小学校が開校。明治初年頃まで酒々井町・酒々井村と区別して把握される場合もあったが明治19年合併して酒々井町となる（町村合併史）。明治22年に酒々井町の大字となる。

### 年表
- 1873年（明治6年） - 千葉県に所属。
- 1889年（明治22年）4月1日 - 酒々井町酒々井になる。
  - 町村制施行し、酒々井町、下台村、馬橋村、墨村、飯積村、尾上村、中川村、上岩橋村、伊篠村、伊篠新田、篠山新田、今倉新田、下岩橋村、柏木村、本佐倉村、本佐倉町が合併し印旛郡酒々井町が発足。
- 1973年（昭和48年） - 酒々井の一部が、東酒々井一～四丁目となる[4]。
- 1976年（昭和51年） - 酒々井の一部が、東酒々井五・六丁目、同52年に中央台一～三丁目となる[4]。
- 1981年（昭和56年） - 酒々井の一部が、中央台四丁目となる[4]。

## 世帯数と人口
2017年（平成29年）11月1日現在の世帯数と人口は以下の通りである。
世帯数；9856
人口数；２万６６０名

## 小・中学校の学区
町立小・中学校に通う場合、学区は以下の通りとなる。
| 番地 | 小学校                 | 中学校                 |
| ---- | ---------------------- | ---------------------- |
| 全域 | 酒々井町立酒々井小学校 | 酒々井町立酒々井中学校 |

## 施設
- 酒々井町立酒々井小学校
- 中央保育園
- 酒々井町商工会館
- 下宿青年館
- 上宿青年館
- 佐倉警察署酒々井交番
- JA千葉酒々井町
- 千葉県印旛沼流域下水道酒々井ポンプ場
- 不動王勝蔵院
- 東光院
- 麻賀多神社
- 大鷲神社
- 八坂神社
- 朝日神社

## 交通

### 鉄道
- 成田線
  - 酒々井駅

### バス
- ちばグリーンバス[6]
  - JR酒々井駅 ～ 学園台[7]
    - （中央台） - 酒々井駅入口 - （中川）

  - 田町車庫 ～ 酒々井小学校 ～ 京成酒々井駅【東口】[7]
    - （上本佐倉） - 商工会館 - 中央保育園 - 酒々井小学校 - 酒々井駅入口 - （中川）

  - 田町車庫 ～ 酒々井町役場 ～ 京成酒々井駅【東口】[7]
  - 京成佐倉駅 ～ 酒々井町役場 ～ 京成酒々井駅【東口】[7]
    - （上本佐倉） - 商工会館 - 中央保育園 - 横町 - （中央台）

### 道路
- 国道
  - 国道51号
  - 国道296号
- 都道府県道
  - 千葉県道137号宗吾酒々井線